# Liste der Kellergassen in Weiden an der March
Die Liste der Kellergassen in Weiden an der March führt die Kellergassen in der niederösterreichischen Gemeinde Weiden an der March an.
| Foto |                 | Kellergasse | Standort                             | Beschreibung |
| ---- | --------------- | ----------- | ------------------------------------ | --- |
| BW   | Datei hochladen | Galgenhöhe  | KG: Baumgarten an der March Standort | Die einseitige Einzelkellergasse liegt südwestlich weit außerhalb der Ortschaft in der Ebene. Auf 300 Metern Länge befinden sich 15 Keller, überwiegend erneuerungsbedürftig oder verfallen. |

| Foto:                    | Fotografie der Kellergasse (Gesamtheit). Klicken des Fotos erzeugt eine vergrößerte Ansicht. Daneben finden sich zwei Symbole: \| Weitere Bilder vorhanden \| Das Symbol bedeutet, dass weitere Fotos des Objekts verfügbar sind. Durch Klicken des Symbols werden sie angezeigt. \| \| Eigenes Foto hochladen \| Durch Klicken des Symbols können weitere Fotos des Objekts in das Medienarchiv Wikimedia Commons hochgeladen werden. \| |
| Name:                    | Bezeichnung der Kellergasse |
| Standort:                | Es ist die Katastralgemeinde (KG) angegeben. Durch Aufruf des Links Standort wird die Lage der Kellergasse in verschiedenen Kartenprojekten angezeigt. |
| Beschreibung             | Kurze Beschreibung der Kellergasse |
| Weitere Bilder vorhanden | Das Symbol bedeutet, dass weitere Fotos des Objekts verfügbar sind. Durch Klicken des Symbols werden sie angezeigt. |
| Eigenes Foto hochladen   | Durch Klicken des Symbols können weitere Fotos des Objekts in das Medienarchiv Wikimedia Commons hochgeladen werden. |